# Distretto di Jasin
Jasin  è un distretto della Malaysia in Malacca. Il distretto di Jasin è il più meridionale dei distretti della Malacca e confina con lo stato di Johor. Capitale del distretto è la città omonima.

## Storia
Il primo insediamento di Jasin ebbe inizio con popolazioni locali. Essi scelsero una zona vicino a un fiume per un agevole accesso all'acqua dolce, ma anche a scopi agricoli e di comunicazioni. Per il loro sostentamento coltivavano riso, vegetali e frutta.

## Geografia

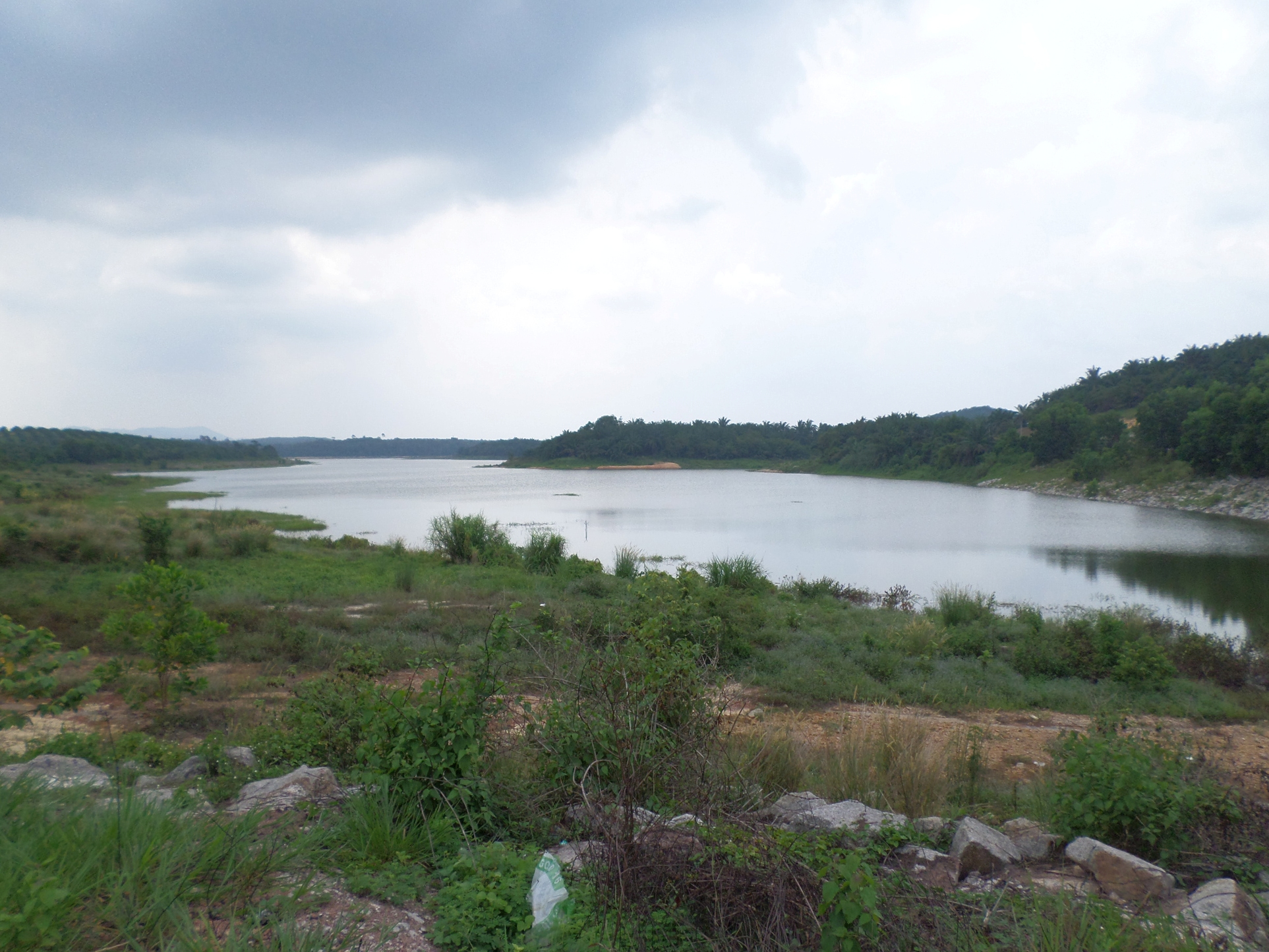
Bacino di Jus

Il distretto di Jasin è il più ampio della Malacca, occupando il 47% dell'area dello stato. Il fiume Kesang scorre nel centro della città di Jasing; esso separa la città nuova del vecchio centro cittadino. Circa il 75% della superficie del distretto è costituito da una pianura che si trova a non più di 50 metri s.l.m.

## Geografia antropica

### Suddivisioni amministrative
Il distretto di Jasin si divide in 20 mukim:
- Air Panas
- Batang Melaka
- Bukit Senggeh
- Chabau
- Chinchin
- Chohong
- Città di Jasin

- Jus
- Kesang
- Merlimau
- Nyalas
- Rim
- Sebatu
- Selandar

- Sempang
- Semujok
- Serkam
- Sungai Rambai
- Tedong
- Umbai